# فرانسیسکو تولدو
فرانسیسکو بنجامین لوپز تولِدو (به اسپانیایی: Francisco Benjamín López Toledo؛ زادهٔ ۱۷ ژوئیه ۱۹۴۰ – سپتامبر ۲۰۱۹) نقاش، مجسمه‌ساز، طراح گرافیک، و طرفدار محیط زیست از اقوام بومی زاپوتک در مکزیک بود. تولدو در کار حرفه‌ای خود که هفت دهه به طول انجامید، هزاران اثر هنری تولید کرد و به‌طور گسترده به عنوان یکی از مهم‌ترین هنرمندان معاصر مکزیک شناخته شد. او که یک فعال اجتماعی و همچنین هنرمند بود، فرهنگ و میراث هنری ایالت اوآخاکا را ترویج می‌کرد. تولدو بخشی از نسل گسسته هنر مکزیک به حساب می‌آمد. تولدو خود را یک جیرجیرک (کریکت) معرفی می‌کرد، که به اعتقاد او نمایش دهنده روح ناآرام اواخاکایی بود.

## سنین جوانی و تحصیل
تولِدو در ۱۷ ژوئیه سال ۱۹۴۰ در مکزیکو سیتی به دنیا آمد. او فرزند فرانسیسکو لوپز اوروزکو و فلورنسیا تولدو نولاسکو بود. او در دانشکده هنرهای زیبای اوآخاکا و مرکز برتر هنرهای کاربردی مؤسسه ملی هنرهای زیبا، مکزیک تحصیل کرد و در آنجا هنرهای گرافیک را نزد گیلرمو سیلوا سانتاماریا آموخت. تولدو در جوانی در پاریس هنر خواند و با روفینو تامایو و اکتاویو پاز آشنا شد.

## زندگی حرفه‌ای
تولدو در رشته‌های مختلف از جمله سفالگری، مجسمه‌سازی، بافندگی، هنرهای گرافیکی و نقاشی کار می‌کرد. نمایشگاه‌هایی از آثار او در آرژانتین، برزیل، کلمبیا، اکوادور، اسپانیا، انگلستان، بلژیک، فرانسه ، ژاپن، سوئد، ایالات متحده آمریکا و همچنین کشورهای دیگر برگزار شده‌است. آثار او به خاطر به تصویر کشیدن گیاهان و جانوران، تصاویر اسطوره ای و محتوای وابسته به عشق شهوانی شهرت دارند. دور اشتون ، منتقد هنری، تولدو را به‌عنوان هنرمندی مدرن توصیف می‌کند که مانند دیگرانی چون پل کلی، مارک شاگال و میرو، ارزش نگاهی فراگیر به کوچک‌ترین گوشه‌های طبیعت را آموخته‌است.
در ۱۹ سالگی نمایشگاه انفرادی آثار او در فورت ورث تگزاس مورد توجه بین‌المللی قرار گرفت. تولدو از سال ۱۹۶۰ در پاریس زندگی و کار کرد و در سال به مکزیک بازگشت. او در اواخر دهه ۱۹۷۰ برای مدت کوتاهی در نیویورک زندگی کرد و نمایشگاهی را در موزه هنر اورسون در سیراکوز نیویورک برگزار کرد. در سال ۱۹۸۰، موزه هنر مدرن مکزیکوسیتی میزبان نمایشی از هنر او بود. آثار او در سال ۱۹۸۴ در موزه هنرهای زیبای مکزیکو و مرکز هنرهای زیبای مکزیک در شیکاگو به نمایش گذاشته شد.
اما او که آرزوی زندگی ساده‌تر در خانه اش را داشت در سال ۱۹۶۵ به اوآخاکا بازگشت، جایی که هنر و فعالیت‌های او نقش مهمی در تبدیل این ایالت جنوبی مکزیک به هسته‌ای از جامعه هنری بین‌المللی ایفا کرد. تولدو برای اولین بار در این دوران با مجموعه‌ای از آبرنگ‌های دورگه‌های حیوان و انسان، تحسین گسترده‌ای را به دست آورد، که سبک علامت تجاری او را که ریشه در سنت‌های هنری بومی، اساطیر زاپوتک و الهام از آثار استادانی مانند فرانسیسکو گویا دارد، تثبیت کرد. تولدو در دهه ۱۹۸۰ در اوآخاکا ساکن شد.
آثار تولدو در سال ۱۹۹۷ در بینال ونیز به نمایش درآمد. نمایشگاهی از بیش از ۹۰ اثر او در گالری وایت چپل لندن و موزه رینا سوفیا در مادرید در سال ۲۰۰۰ به نمایش گذاشته شد در سال ۲۰۱۷، صندوق فرهنگی بانامکس یک کاتالوگ چهار جلدی از آثار تولدو را منتشر کرد که نتیجه یک تحقیق پنج ساله برای ردیابی آثار نگهداری شده در موزه‌ها، گالری‌ها و مجموعه‌های خصوصی در سراسر جهان بود.

## فعالیت هنری

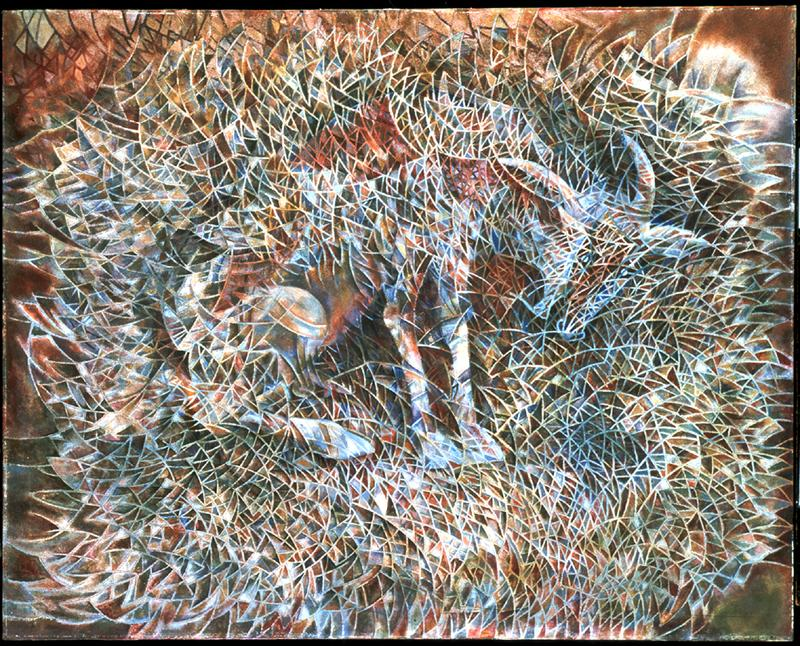
«چیوو» (بز)

برای نزدیک به هفت دهه، تولدو هر رسانه بصری قابل تصور را برای تولید حدود ۹۰۰۰ اثر تجربه کرد - از مجسمه عقرب که با استفاده از لاک لاک پشت ساخته شده بود تا عروسک‌های پارچه ای.
امروزه میراث تولدو در کتابخانه‌ها، مؤسسات هنری و موزه‌هایی که او در اوآخاکا تأسیس کرده‌است، باقی مانده‌است که ورود به بسیاری از آنها رایگان است. نگرانی‌های اجتماعی و فرهنگی تولدو در مورد ایالت زادگاهش منجر به مشارکت او در تأسیس یک کتابخانه هنری در انستیتو هنرهای گرافیک اوآخاکا (IAGO) شد، و همچنین او در تأسیس موزه هنرهای معاصر اوآخاکا (MACO), حمایت از دفاع و حفاظت از میراث فرهنگی اوآخاکا، یک کتابخانه برای نابینایان، یک مرکز عکاسی، و کتابخانه موسیقی ادوارد ماتا مشارکت داشت. تولدو که یک محافظه‌کار فرهنگی بود، علیه ایجاد یک ساختمان مک‌دونالدز در شهر اوخاکا مبارزه کرد و اعتراض‌ها را برای توقف ساخت یک مرکز همایش در یک کوه محلی رهبری کرد.
پس از ناپدید شدن ۴۳ دانش آموز در ایگوالا، گوئررو در سال ۲۰۱۴، تولدو نمایشگاهی از بادبادک‌ها را به یاد دانش آموزان با احترام به سنت اوآخاکا برپا کرد. این نمایشگاه با عنوان دوئلو (سوگ)، در موزه هنر مدرن، مکزیکو سیتی، و آتش و زمین در مسترز آمریکای لاتین، لس آنجلس برگزار شد.

## جوایز
- جایزه ملی مکزیک برای هنر و علوم (Premio Nacional de Ciencias y Artes) (۱۹۹۸)
- جایزه شاهزاده کلاوس، صندوق شاهزاده کلاوس (۲۰۰۰)[۲۱]
- جایزه فدریکو سسکوسه، ایکوموس مکزیک (۲۰۰۳)[۳]
- جایزه زندگی درست (۲۰۰۵)[۳]

## زندگی شخصی
پدر و مادر تولدو زاپوتک بودند. او سه بار ازدواج کرد، دفعه دوم با شاعر و مترجم الیزا رامیرز کاستاندا و سومین بار با بافنده دانمارکی‌ترین الیتزگارد (Trine Ellitsgaard). او پدر شاعر ناتالیا تولدو و هنرمندان لوریانا تولدو و دکتر لاکرا بود.
فرانسیسکو تولدو در ۵ سپتامبر ۲۰۱۹ در سن ۷۹ سالگی درگذشت

## بزرگداشت
در ۱۷ ژوئیه ۲۰۲۱، گوگل، با تغییر گوگل دودل در مکزیک به بزرگداشت تولد ۸۱ سالگی پرداخت.